# Carneoryctes brittoni
Carneoryctes brittoni är en skalbaggsart som beskrevs av Phillip B. Carne 1957. Carneoryctes brittoni ingår i släktet Carneoryctes och familjen Dynastidae. Inga underarter finns listade.